# 畑迫村
畑迫村（はたがさこむら）は、島根県鹿足郡にあった村。現在の鹿足郡津和野町の一部にあたる。元喜時雨村（きじゅうむら）。

## 地理
- 河川：津和野川、神田川[2]。
- 山：城山山脈[2]

## 歴史
- 1889年（明治22年）4月1日、町村制の施行により、鹿足郡高峰村、田二穂村、名賀村、内美村、部栄村、邑輝村、豊稼村（一部、字笹ヶ谷）が合併して村制施行し、喜時雨村（きじゅうむら）が発足[1]。
- 1891年（明治24年）5月31日 - 畑迫村に名称を変更[3][4]。
- 1955年（昭和30年）1月10日 - 鹿足郡津和野町、木部村、小川村（一部、大字耕田・滝元・寺田・笹山・商人（一部）・直地（一部））と合併し津和野町が存続して廃止された[3][4]。

### 地名の由来

#### 喜時雨村
平地で人々が住みやすいことから喜住と名付けられた。

#### 畑迫村
銅がわきいで人家が多く、家の四辺が畑地になったことから。